# モズカッチャン
モズカッチャン（Mozu Katchan）は、日本の競走馬。2017年エリザベス女王杯の勝ち馬である。馬名の由来は冠名（モズ）+人名。カッチャンの由来になった人物は馬主の知人男性だが、誤って牝馬につけられてしまった。

## 戦績

### 2歳
2016年12月24日阪神の新馬戦でデビューしたが、6着に終わる。

### 3歳
年が明けて2017年1月17日京都の未勝利戦は13番人気ながらもサトノクロニクルの3着と健闘する。2月12日小倉の未勝利戦で3戦目にして初勝利を挙げる。3月26日中山の500万下を制し連勝すると、4月23日東京のフローラステークスに出走。12番人気と低評価だったが、レースでは内埒沿いを回ると直線で一気の末脚を爆発させ先頭でゴールし重賞初制覇を果たす。そして5月21日東京のオークスでは前走同様内埒沿いを進み、最後の直線では一旦先頭に立つもソウルスターリングにかわされて2着に敗れる。
秋に入り、9月17日阪神のローズステークスで復帰、前目でレースを進めたが直線伸び切れず7着と惨敗する。10月15日京都の秋華賞は好位から脚を伸ばすものの1〜2コーナーでの落鉄が響いて3着という結果となる。11月12日京都のエリザベス女王杯は道中好位の5・6番手でレースを進め直線で鋭く脚を伸ばすと粘るクロコスミアをゴール前でかわして悲願のGI初制覇を飾るとともに管理する鮫島一歩調教師にとっても初のGI制覇となった。

### 4歳
始動戦となった2018年2月11日の京都記念では道中中位でレースを進めるも直線で伸びあぐねて4着に終わる。続くドバイシーマクラシックでも6着と精彩を欠いた。帰国後、8月19日の札幌記念では後方から追い込んで3着と好走。連覇をかけて挑んだ11月11日のエリザベス女王杯では好位から脚を伸ばすもリスグラシューの3着に敗れて連覇はならなかった。12月23日に行われた第63回有馬記念では前走同様好位に控えるも直線で伸び切れず8着に敗れた。

### 5歳
2019年3月10日の金鯱賞で始動したが、ダノンプレミアムの9着に終わる。その後、右前浅屈腱炎を発症したため、現役を引退。引退後は生まれ故郷の目黒牧場で繁殖入りする。

## 競走成績
| 競走日     | 競馬場   | 競走名           | 格  | 距離（馬場）  | 頭 数 | 枠 番 | 馬 番 | オッズ （人気） | 着順 | タイム （上り3F） | 着差 | 騎手       | 斤量   | 1着馬（2着馬）       |
| ---------- | -------- | ---------------- | --- | ------------- | ----- | ----- | ----- | --------------- | ---- | ----------------- | ---- | ---------- | ------ | -------------------- |
| 2016.12.24 | 阪神     | 2歳新馬          |     | 芝1800m（稍） | 13    | 6     | 9     | 075.5（10人）   | 06着 | R1:50.9（35.7）   | -1.5 | 藤岡康太   | 54kg   | インウィスパーズ     |
| 2017.01.17 | 京都     | 3歳未勝利        |     | 芝1800m（稍） | 16    | 8     | 15    | 131.5（13人）   | 03着 | R1:50.8（35.8）   | -0.3 | 和田竜二   | 54kg   | サトノクロニクル     |
| 0000.02.12 | 小倉     | 3歳未勝利        |     | 芝1800m（良） | 16    | 6     | 12    | 004.40（2人）   | 01着 | R1:48.9（34.2）   | -0.4 | 藤岡康太   | 54kg   | （ジャーミネイト）   |
| 0000.03.26 | 中山     | 3歳500万下       |     | 芝1800m（良） | 13    | 5     | 7     | 003.60（2人）   | 01着 | R1:51.8（36.6）   | -0.0 | 和田竜二   | 54kg   | （ビービーガウディ） |
| 0000.04.23 | 東京     | フローラS        | GII | 芝2000m（良） | 18    | 1     | 1     | 037.2（12人）   | 01着 | R2:01.3（33.9）   | -0.0 | 和田竜二   | 54kg   | （ヤマカツグレース） |
| 0000.05.21 | 東京     | 優駿牝馬         | GI  | 芝2400m（良） | 18    | 1     | 1     | 015.00（6人）   | 02着 | R2:24.4（34.1）   | -0.3 | 和田竜二   | 55kg   | ソウルスターリング   |
| 0000.09.17 | 阪神     | ローズS          | GII | 芝1800m（良） | 18    | 1     | 2     | 004.30（2人）   | 07着 | R1:46.2（34.6）   | -0.7 | M.デムーロ | 54kg   | ラビットラン         |
| 0000.10.15 | 京都     | 秋華賞           | GI  | 芝2000m（重） | 18    | 2     | 4     | 008.60（5人）   | 03着 | R2:00.4（36.6）   | -0.2 | M.デムーロ | 55kg   | ディアドラ           |
| 0000.11.12 | 京都     | エリザベス女王杯 | GI  | 芝2200m（良） | 18    | 3     | 5     | 007.70（5人）   | 01着 | R2:14.3（34.1）   | -0.0 | M.デムーロ | 54kg   | （クロコスミア）     |
| 2018.02.11 | 京都     | 京都記念         | GII | 芝2200m（重） | 10    | 5     | 5     | 005.20（2人）   | 04着 | R2:16.5（35.9）   | -0.2 | M.デムーロ | 54kg   | クリンチャー         |
| 0000.03.31 | メイダン | ドバイシーマC    | G1  | 芝2410m（良） | 10    | 1     | 1     |                 | 06着 |                   |      | C.デムーロ | 54.5kg | Hawkbill             |
| 0000.08.19 | 札幌     | 札幌記念         | GII | 芝2000m（稍） | 16    | 8     | 15    | 006.90（4人）   | 03着 | R2:01.1（36.0）   | -0.0 | M.デムーロ | 55kg   | サングレーザー       |
| 0000.11.11 | 京都     | エリザベス女王杯 | GI  | 芝2200m（良） | 17    | 4     | 7     | 003.60（1人）   | 03着 | R2:13.6（34.7）   | -0.5 | M.デムーロ | 56kg   | リスグラシュー       |
| 0000.12.23 | 中山     | 有馬記念         | GI  | 芝2500m（稍） | 16    | 2     | 3     | 009.10（4人）   | 08着 | R2:33.0（36.7）   | -0.8 | M.デムーロ | 55kg   | ブラストワンピース   |
| 2019.03.10 | 中京     | 金鯱賞           | GII | 芝2000m（稍） | 13    | 8     | 12    | 020.50（7人）   | 09着 | R2:01.5（35.0）   | -1.4 | 和田竜二   | 54kg   | ダノンプレミアム     |

- 出典：[8]

## 繁殖成績
|       | 生年   | 馬名           | 性 | 毛色   | 父             | 厩舎                                           | 馬主                           | 戦績            |
| ----- | ------ | -------------- | -- | ------ | -------------- | ---------------------------------------------- | ------------------------------ | --------------- |
| 初仔  | 2020年 | モズマワシゲリ | 牡 | 鹿毛   | グランプリボス | 栗東・鮫島一歩 →金沢・井樋一也 →名古屋・榎屋充 | キャピタル・システム →嶋田亘克 | 8戦0勝（引退）  |
| 2番仔 | 2021年 | モズイージス   | 牡 | 黒鹿毛 | サンダースノー | 栗東・松下武士 →園田・新子雅司                 | キャピタル・システム →北側雅司 | 16戦1勝（現役） |

- 2025年4月11日現在

## 血統表
| モズカッチャンの血統                        | モズカッチャンの血統                               | モズカッチャンの血統                               | （血統表の出典）                                   | （血統表の出典）  |
| 父系                                        | ダンジグ系                                         | ダンジグ系                                         | ダンジグ系                                         | [ § 2 ]           |
| 父 ハービンジャー Harbinger（英） 2006 鹿毛 | 父の父Dansili 1996 黒鹿毛                          | *デインヒル                                        | Danzig                                             | Danzig            |
| 父 ハービンジャー Harbinger（英） 2006 鹿毛 | 父の父Dansili 1996 黒鹿毛                          | *デインヒル                                        | Razyana                                            |                   |
| 父 ハービンジャー Harbinger（英） 2006 鹿毛 | 父の父Dansili 1996 黒鹿毛                          | Hasili                                             | Kahyasi                                            | Kahyasi           |
| 父 ハービンジャー Harbinger（英） 2006 鹿毛 | 父の父Dansili 1996 黒鹿毛                          | Hasili                                             | Kerali                                             |                   |
| 父 ハービンジャー Harbinger（英） 2006 鹿毛 | 父の母Penang Pearl 1996 鹿毛                       | Bering                                             | Arctic Tern                                        | Arctic Tern       |
| 父 ハービンジャー Harbinger（英） 2006 鹿毛 | 父の母Penang Pearl 1996 鹿毛                       | Bering                                             | Beaune                                             |                   |
| 父 ハービンジャー Harbinger（英） 2006 鹿毛 | 父の母Penang Pearl 1996 鹿毛                       | Guapa                                              | Shareef Dancer                                     | Shareef Dancer    |
| 父 ハービンジャー Harbinger（英） 2006 鹿毛 | 父の母Penang Pearl 1996 鹿毛                       | Guapa                                              | Sauceboat                                          |                   |
| 母 サイトディーラー 2006 黒鹿毛             | 母の父キングカメハメハ 2001 鹿毛                   | Kingmambo                                          | Mr. Prospector                                     | Mr. Prospector    |
| 母 サイトディーラー 2006 黒鹿毛             | 母の父キングカメハメハ 2001 鹿毛                   | Kingmambo                                          | Miesque                                            |                   |
| 母 サイトディーラー 2006 黒鹿毛             | 母の父キングカメハメハ 2001 鹿毛                   | *マンファス                                        | *ラストタイクーン                                  | *ラストタイクーン |
| 母 サイトディーラー 2006 黒鹿毛             | 母の父キングカメハメハ 2001 鹿毛                   | *マンファス                                        | Pilot Bird                                         |                   |
| 母 サイトディーラー 2006 黒鹿毛             | 母の母ベストブート Best Boot（米） 1999 栗毛       | Storm Boot                                         | Storm Cat                                          | Storm Cat         |
| 母 サイトディーラー 2006 黒鹿毛             | 母の母ベストブート Best Boot（米） 1999 栗毛       | Storm Boot                                         | Aliata                                             |                   |
| 母 サイトディーラー 2006 黒鹿毛             | 母の母ベストブート Best Boot（米） 1999 栗毛       | Bright Tiara                                       | Chief's Crown                                      | Chief's Crown     |
| 母 サイトディーラー 2006 黒鹿毛             | 母の母ベストブート Best Boot（米） 1999 栗毛       | Bright Tiara                                       | Expressive Dance                                   |                   |
| 母系(F-No.)                                 | 10号族(FN:10-a)                                    | 10号族(FN:10-a)                                    | 10号族(FN:10-a)                                    | [ § 3 ]           |
| 5代内の近親交配                             | Mr.Prospector 4×5、Danzig 4×5、Northern Dancer 5×5 | Mr.Prospector 4×5、Danzig 4×5、Northern Dancer 5×5 | Mr.Prospector 4×5、Danzig 4×5、Northern Dancer 5×5 | [ § 4 ]           |
| 出典                                        | 1. 2. 3. 4.                                        | 1. 2. 3. 4.                                        | 1. 2. 3. 4.                                        | 1. 2. 3. 4.       |